# Wrexham
Wrexham (walisisch Wrecsam) ist eine Stadt in der Principal Area Wrexham County Borough im Nordosten von Wales. Sie hat eine Einwohnerzahl von etwa 66.000 Bewohnern und ist damit die größte Stadt im Norden von Wales.  Wrexham ist Sitz der Wrexham University (bis 2023: Glyndŵr University). Im Jahr 2022 wurde Wrexham anlässlich des 70-jährigen Thronjubiläums von Elisabeth II. der besondere City Status verliehen.

## Geschichte

### Prähistorische Zeiten bis zur römischen Eroberung Britanniens
In prähistorischen Zeiten fand bereits eine erste Besiedlung in dem Gebiet um Wrexham statt. Siedlungsreste aus der Zeit des antiken Roms wurden während der Errichtung des Plas Coch Retail Park außerhalb des Stadtzentrums gefunden.

### Mittelalter
Wrexham wird im Domesday Book nicht erwähnt; die erste urkundliche Belegung findet sich 1161, als sich eine normannische Motte in Wristlesham befand. Dadurch, dass sie östlich des Offa’s Dyke lag, ist eine Besiedlung in der angelsächsischen Zeit wahrscheinlich.
Die Stadt wurde mit der Schaffung der Grafschaft Denbighshire 1536 Teil derselben. Die Stadt selbst wurde in zwei Bürgerschaften (Townships) geteilt: Wrexham Regis (das durch die Krone kontrolliert wurde) und Wrexham Abbot (die älteren Stadtteile, die ursprünglich zur Valle Crucis Abbey in der Nähe von Llangollen gehörten).
Während des Englischen Bürgerkriegs schlug sich Wrexham auf die Seite der Cavaliers (Royalisten). Der Großteil des walisischen Adels unterstützte den König, obwohl der Großgrundbesitzer Sir Thomas Myddelton, Herr über Chirk Castle, das Parlament unterstützte. Wrexham wurde in dieser Zeit die wichtigste Stadt in der Umgebung und erlangte durch seine Märkte erklecklichen Wohlstand.

### 19./20. Jahrhundert
Wrexham war in früheren Zeiten eines der am stärksten industrialisierten Gebiet in Wales. Eine der wichtigsten Industrien war das Brauereiwesen mit zahlreichen größeren Brauereien in der Stadt und einigen kleineren Brauereien in den Gasthöfen und Gaststätten der Stadt. Einige der berühmten alten Brauereien waren Albion, Cambrian, Eagle, Island Green, Soames und Willow. Die bekannteste allerdings war die Brauerei Wrexham Lager, die zwischen 1881 und 1882 an der Central Road errichtet wurde. Diese Brauerei war die erste im Vereinigten Königreich, die Lager produzierte. Ein weiterer größerer Produzent, Border Breweries, entstand 1931 aus einer Fusion zahlreicher kleinerer Brauereien. Heute sind alle Brauereien, soweit sie kommerziell betrieben wurden, stillgelegt.
In Abenbury, am Stadtrand von Wrexham, wurden Ziegel produziert. Die Ziegelei befand sich auf beiden Seiten der Abenbury Road.
Die Kohleförderung bildete einen wichtigen Industriezweig und versprach Arbeit für eine Vielzahl von Einwohnern; die meisten Minen befanden sich weit außerhalb der Stadt. Heute sind alle Minen geschlossen. Im Jahr 1934 kam es mit dem Grubenunfall von Gresford zu einem der schlimmsten Unfälle der britischen Bergbaugeschichte.
Als Erbe der industriellen Vergangenheit Wrexhams wurde das große und verschlungene Eisenbahnnetz bewahrt. Der Großteil dieses Netzes gehörte zum Wrexham and Minera Branch, der die Stahlwerke der Brymbo Steel Mill und der Minera Limeworks bediente. Das Eisenbahnnetz wurde aber bereits in den 1960er Jahren (davon der Minera Branch in den frühen 1970er Jahren) aufgegeben. Wrexham erlebte seit dieser Zeit einen wirtschaftlichen Niedergang: Die letzten Stahlwerke schlossen, nachdem die Ziegeleien und Kohlebergwerke bereits geschlossen waren, in den 1980er Jahren.

## Gegenwart
Die Landstraße A483 road führt an Wrexham vorbei und verbindet so die Stadt mit den Zentren Chester und Shrewsbury, die wiederum an die Metropolen Manchester und Liverpool angeschlossen sind. Mit massiver Wirtschaftsförderung und der Wiederherstellung der ökologischen Umgebung, die durch den Kohleabbau gelitten hatte, wurde viel Geld investiert. Inzwischen hat der Wrexham Industrial Estate es geschafft, auch global agierende Unternehmen wie Kellogg’s, Duracell und Pirelli im Gebiet um Wrexham anzusiedeln. Einige weitere Fabriken produzieren für die Marken Sharp oder Brother.
Im November 2012 stellte Brother Großbritanniens allerletzte Schreibmaschine in Wrexham her.

### City
Wrexham ist heute die größte Siedlung im Norden von Wales und hat sich mehrfach um den City-Status beworben. Im goldenen Jubiläumsjahr von Elisabeth II. 2002 bewarb sich die Stadt mit den Städten Aberystwyth, Machynlleth, Newtown, Newport und St Asaph. Schließlich wurde Newport Wrexham vorgezogen, wobei die Bevölkerung Newports dreimal so hoch ist wie die Wrexhams. Es bestehen Rivalitäten zwischen den einzelnen Städten, insbesondere mit Chester.

## Kultur

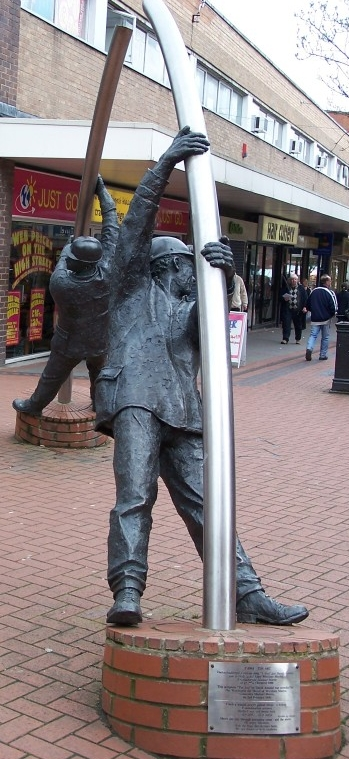
The Arc Skulptur

### Kunst
Wrexham war Gastgeber des (national) Eisteddfod (das walisische Kulturfestival) 1888, 1912, 1933 und 1977. Ein inoffizielles National Eisteddfod fand 1876 statt. Wrexham hat ein Theater, das Grove Park Theatre.

### Musik
Die örtliche Musikszene konzentriert sich auf The Old Swan und die größere Central Station. The Old Swan liegt am Ende der Abbott Street im Zentrum von Wrexham.

### Medien
Die Wrexham Mail ist eine kostenlose Zeitung. Daneben gibt es den Wrexham Evening Leader und die Wochenzeitschrift Wrexham Leader, die auch „Big Leader“ genannt wird. Zwei örtliche Radiosender, Marcher Sound und Classic Gold Marcher, senden im Stadtgebiet. BBC Wales, ITV Wales und S4C haben Korrespondenten und Büros in der Stadt.

### Sport
Das Racecourse Ground in Wrexham ist die Heimspielstätte des Fußballvereins AFC Wrexham. Zudem ist es neben dem Parc y Scarlets in Llanelli eines der beiden Heimstadien der professionellen Rugbymannschaft Scarlets, die an der Pro14 teilnimmt. Wrexham war unter anderem einer der Austragungsorte bei der Rugby-Union-Weltmeisterschaft 1999.

### Konfessionen

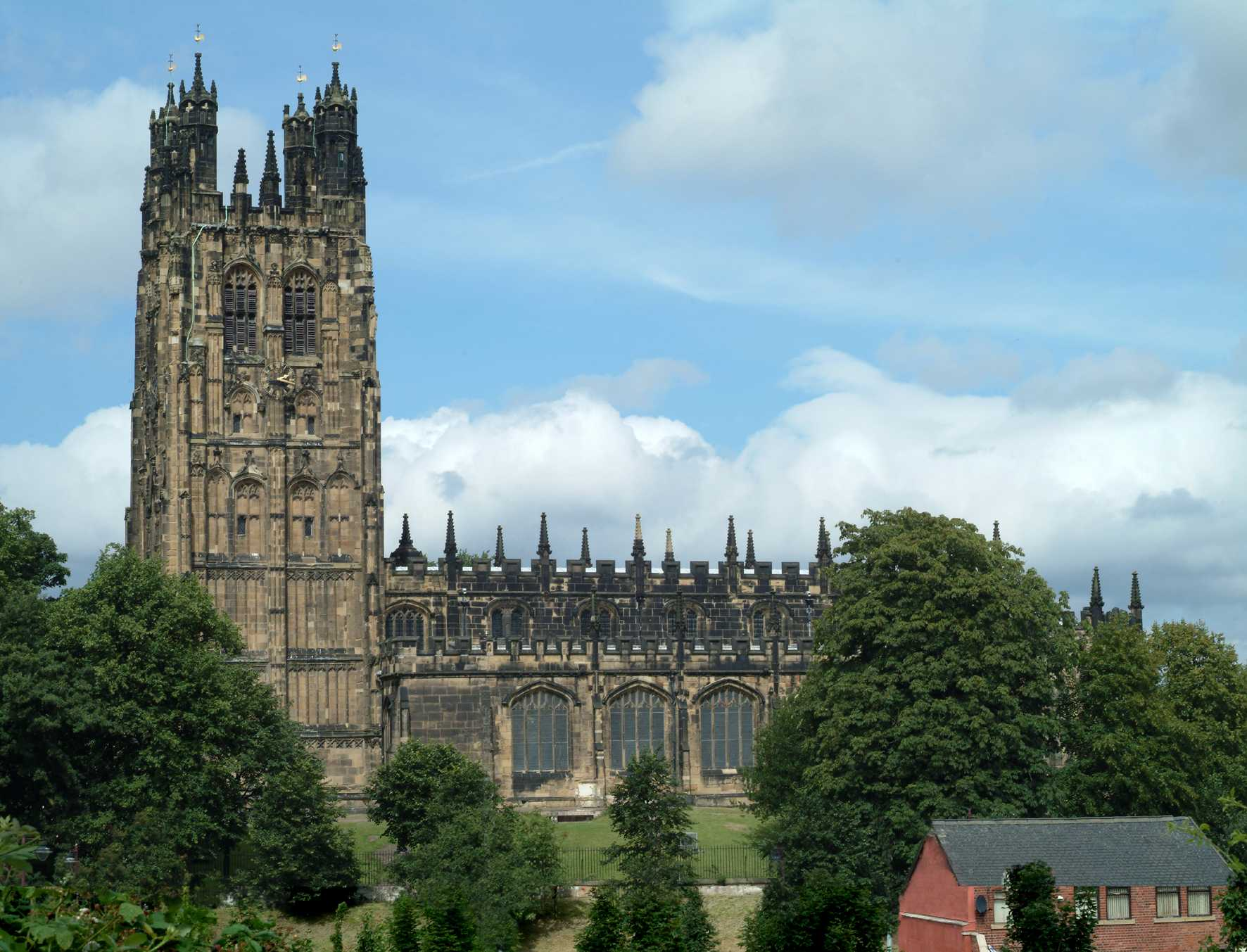
St. Giles-Kirche

Die Kirche St. Giles ist die bedeutendste Kirche in Wrexham und besticht durch ihre buntbemalte Decke, die zahlreiche fliegende musizierende Engel darstellt. Ein Fenster wurde durch den Künstler Edward Burne-Jones gestaltet. Auf dem Friedhof findet sich das Grab von Elihu Yale, dem Gründer der Yale University in New Haven, Connecticut in den Vereinigten Staaten. Nach ihm ist auch das Yale College Wrexham benannt. Der Turm von St. Giles gilt als eines der sieben Wunder von Wales. Der Turm der Yale-Universität soll ihm nachgebildet sein.
Die römisch-katholische Kathedrale Unserer sorgenden Herrin befindet sich in der Regent Street. Es ist Sitz des Bischofs von Wrexham, dessen Diözese sich über den ganzen Norden von Wales erstreckt (vgl. Bistum Wrexham). Die Diözese ist Suffragandiözese des Erzbistums Cardiff-Menevia.
Die wichtigste Kirche der Methodisten befindet sich in Brynyffynon an der Regent Street.
Die nach dem heiligen Markus benannte Kirche überragte St. Giles, musste aber wegen der brüchigen Fundamente schließlich abgerissen werden. An ihrer Stelle wurde schließlich ein Parkhaus (genannt „St Mark’s“) errichtet.

## Politik
Wrexham ist eine Hochburg der Labour-Partei.

## Söhne und Töchter der Stadt
- Jack Mary Ann, ein Volksheld, der in dem Gebiet des Top Boat Houses von Broughton wohnte
- Guto Bebb (* 1968), Politiker (Conservative Party)
- Laura Deas (* 1988), Skeletonpilotin
- Lydia Griffiths, Sängerin und Schauspielerin
- Thomas Henry (1734–1816), Apotheker und Chemiker
- George Jeffreys, 1. Baron Jeffreys (1645–1689), genannt „The Hanging Judge“ von Acton Hall
- Nia Jones (* 1992), Fußball- und Netballspielerin
- Tom Lawrence (* 1994), Fußballspieler
- Brian McGuinness (1927–2019), Philosoph
- J. G. Parry-Thomas (1884–1927), Ingenieur und Rennfahrer
- Leon Pownall (1943–2006), kanadischer Schauspieler
- Daniel Powter (* 1971), kanadischer Popmusiker
- Neil Roberts (* 1978), Fußballspieler
- Robbie Savage (* 1974), Fußballspieler
- Andy Scott (* 1949), Gitarrist der britischen Rockgruppe The Sweet
- Ken Skates (* 1976), Politiker
- Danny Ward (* 1993), Fußballtorhüter
- Bill Westwood (1925–1999), Bischof von Peterborough
- Eric Whitley (1910–1991), Sänger
- Llŷr Williams (* 1976), Pianist
- Neco Williams (* 2001), Fußballspieler
- Stuart Williams (1930–2013), Fußballspieler und -trainer
- Harry Wilson (* 1997), Fußballspieler
- Elihu Yale (1649–1721), Geschäftsmann und Stifter der Yale University